# Rzekotka zielona
Rzekotka zielona (Dryophytes cinereus) – gatunek płaza bezogonowego z rodziny rzekotkowatych (Hylidae).

## Występowanie
Zwierzę występuje na południowym wschodzie Stanów Zjednoczonych Ameryki – od stanu Delaware na południe po Florydę i na zachód po Teksas. Zostało też introdukowane na Bahamy i Portoryko, jednak na tym drugim terytorium już nie występuje.
Siedlisko tego zwierzęcia to bagna, mokradła, rzeki i strumienie, a także stawy i jeziora.

## Rozmnażanie
Samce, usadowiwszy się nad wodą nawet do wysokości 5 metrów, nawołują swe wybranki. Rozwój młodych przebiega w zbiornikach o wodzie stojącej, płytkiej.

## Status
Populacja wydaje się stabilna, choć jej liczebność nie jest znana. Zwierzę występuje w obrębie wielu obszarów chronionych, nie wymaga żadnych dodatkowych środków ochrony.